# Google Podcasts
Google Podcasts foi um agregador de podcasts desenvolvido pelo Google.
O Google Podcasts foi lançado em 18 de junho de 2018 para dispositivos Android. O aplicativo recebeu muitos elogios de sites especializados em tecnologia por conta de suas recomendações personalizadas.
Em setembro de 2018, o suporte ao cast foi adicionado ao Podcasts do Google.
Durante o Google I/O 2019, o Google anunciou que o Google Podcasts seria lançado na versão web , incluindo iOS, Android e Windows.
Em 2020 o aplicativo atingiu o número de 50 milhões de instalações. Apesar de em seu início o agregador ter conquistado um baixo número de adeptos, após melhorias feitas no app, o número de instalações saltou de 10 milhões para 50 milhões em 11 meses.

### Fim decretado para 2024
Em setembro de 2023, o Google comunicou através de sua página oficial que o Google Podcast seria descontinuado no ano de 2024. Isso acabou por acontecer no dia 24 de junho desse mesmo ano. O aplicativo YouTube Music substituirá os podcasts armazenados na plataforma Google Podcast. Uma pesquisa realizada no Estados Unidos pela empresa Edison Research mostrou que 23% dos usuários consideram o YouTube como principal serviço de podcasts, contra apenas 4% do Google Podcasts. No Brasil, a empresa Offerwise, mostrou que 69% dos entrevistados pesquisados no país têm o YouTube como sua principal plataforma de podcast/videocast.